# 旧東京音楽学校奏楽堂

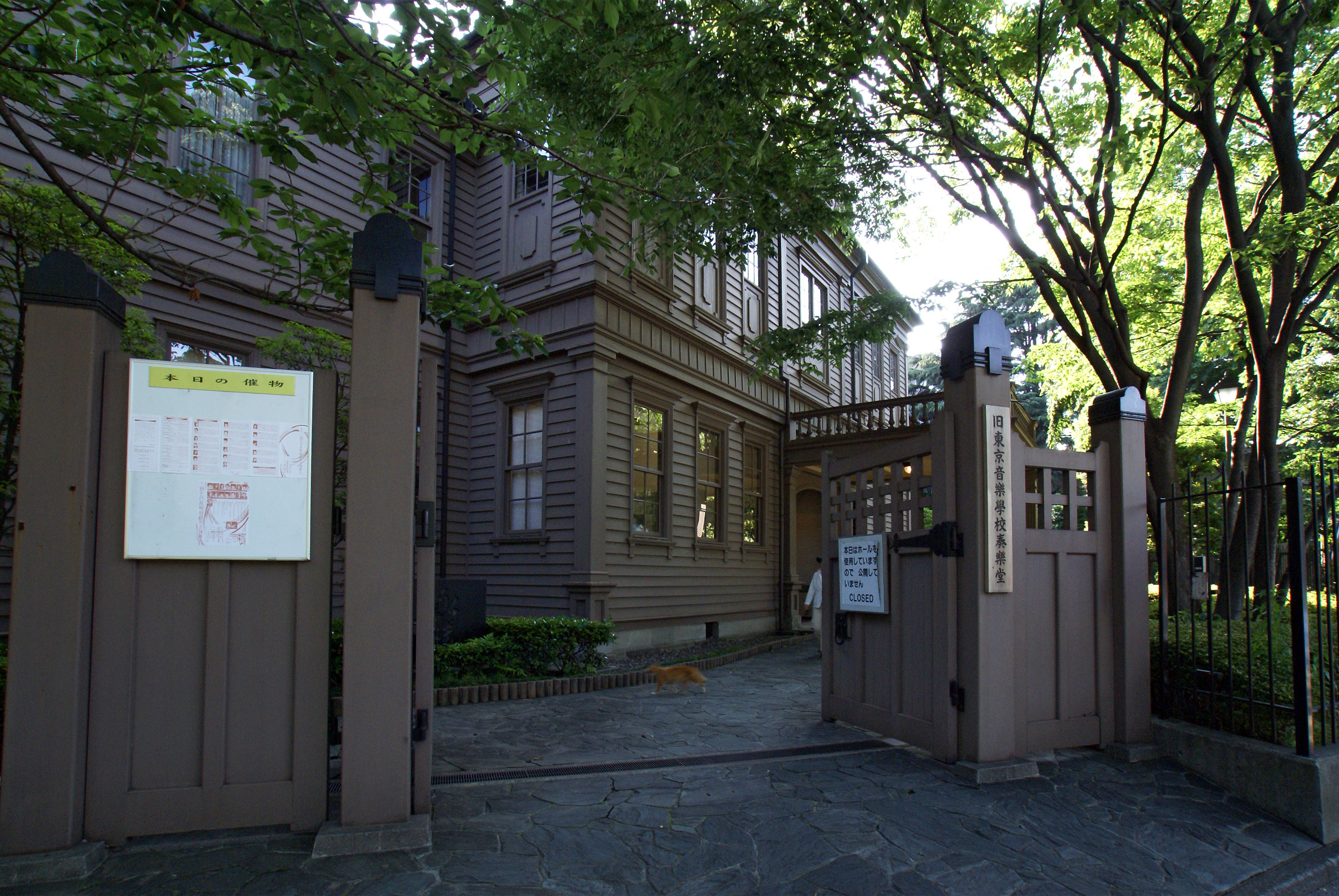
門

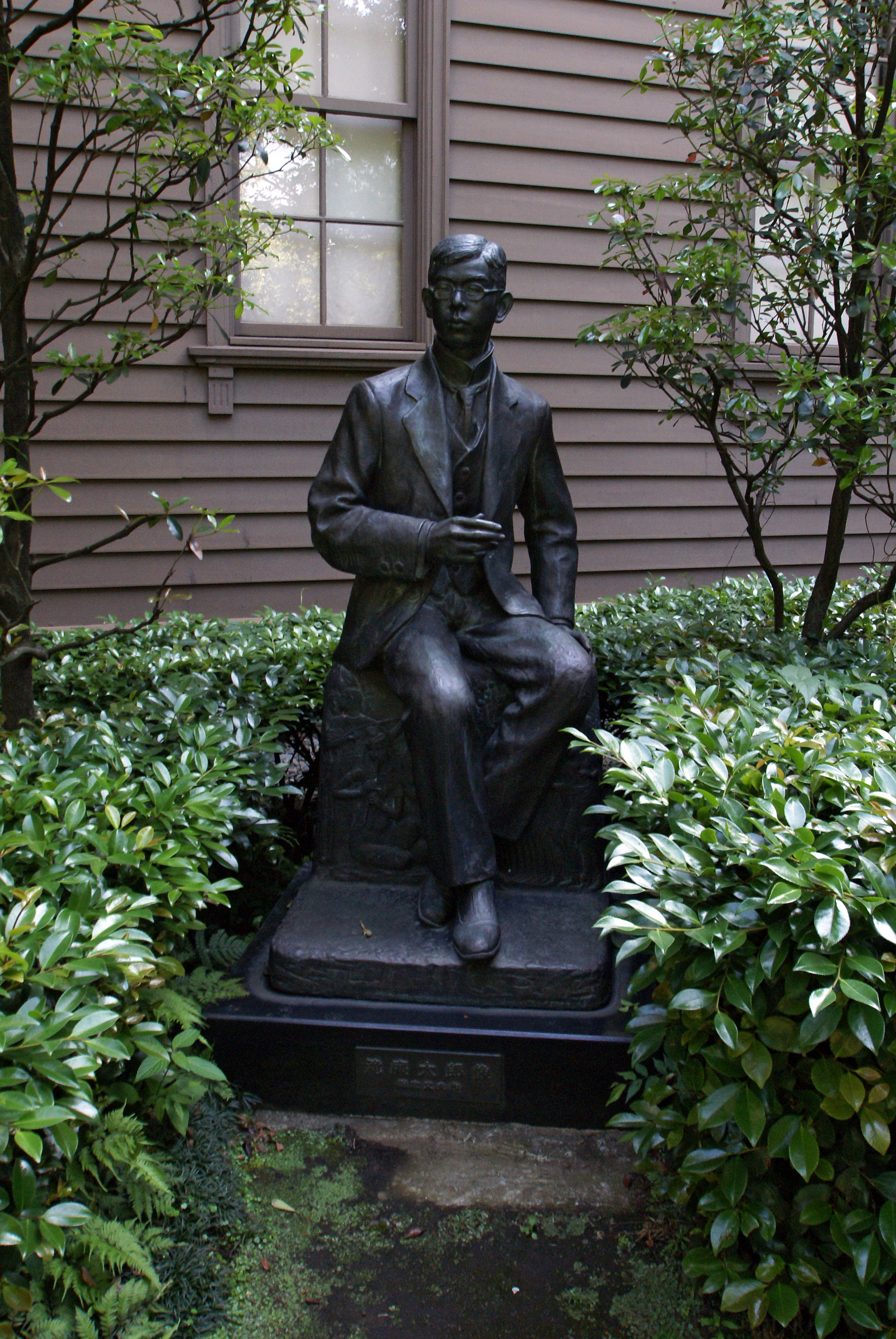
瀧廉太郎像

旧東京音楽学校 奏楽堂（きゅうとうきょうおんがくがっこう そうがくどう）は、東京都台東区の上野公園にある、日本近代建築史における歴史的建造物。日本で最初に建てられた本格的な西洋式音楽ホールとされる。

## 概要
文部技官の山口半六と久留正道の設計により、東京芸術大学音楽学部の前身である東京音楽学校のオーディトリウム（演奏会場）として、1890年（明治23年）に建設された。中央家と翼家からなり、奏楽堂とは中央家2階にある講堂兼音楽ホールのことであるが、今日建物そのものの名称となっている。
1972年（昭和47年）、老朽化のため上野キャンパス構内から愛知県犬山市にある博物館明治村への移築保存で合意されたが、日本建築学会、音楽家グループ、市民らの反対により撤回され、1983年（昭和58年）に台東区へ譲渡された。
1984年（昭和59年）、台東区は解体・修理後に上野公園内へ移築を行い、1987年（昭和62年）10月から一般公開が開始した。翌1988年（昭和63年）1月、国の重要文化財に指定された。1987年から2003年まで、日本近代音楽館の分室が設置された。
建物の傍らには、明治期の日本の西洋音楽黎明期における代表的な音楽家の一人で、東京音楽学校の卒業生である瀧廉太郎の銅像が設置されている。
2014年（平成25年）4月から2018年（平成30年）11月まで休館し、保存活用工事が実施された。

## 施設
- ホール - 客席338席（梁行16.4m、桁行26.4m）[5]
- パイプオルガン - 日本最古級のコンサート用オルガンの一つ。アボット・スミス社（Abbott and Smith）製、パイプ総数1,379本、26ストップ、現存日本唯一の空気式アクション機構。1928年（昭和3年）、徳川頼貞からの寄贈により設置された。

## 建築概要
ホール中央部天井をヴォールト状にするなど音響への配慮、壁面・床下に藁・大鋸屑を詰めた層を設けるなど遮音への配慮がなされている。
- 設計 - 山口半六、久留正道[2]
- 竣工 - 1890年（明治23年）5月
- 構造 - 木造、地上2階建て、桟瓦葺
- 音響設計 - 上原六四郎
- 所在地 - 〒110-0007 東京都台東区上野公園8番43号

## 特記事項
- 開館時間、休館日、料金、コンサート開催日などの利用情報については、公式サイトを参照のこと。
- 現在の東京芸術大学上野キャンパス内に、コンサートホールとして新しく建設された「東京藝術大学奏楽堂」があるため、演奏会鑑賞に当たっては会場の混同に注意のこと。